# Vlag van Sint Eustatius
De vlag van Sint Eustatius is aangenomen op 29 juli 2004 en is dat jaar in gebruik genomen op de feestdag van het eiland (Statia Day), 16 november. Sinds 2010 is het de officiële vlag van de bijzondere gemeente Sint Eustatius. De vlag is ontworpen door Zuwena Suares.
De vlag is verdeeld in vier vijfzijdige blauwe vlakken met een rode rand. In het midden is een witte ruit met daarin in het groen de contouren van het eiland, de vulkaan The Quill, en een gele ster. De kleuren van de vlag hebben elk hun eigen betekenis. De gouden ster staat voor eenheid, de vier blauwe veelhoeken staan voor de oceaan die Sint Eustasius omringt, het groen voor The Quill, het rood voor de Delonix regia, een flamboyante boom die door slaven werd gebruikt om Emancipatiedag te vieren, de witte diamant in het midden staat voor een ooit diamanten waterval waarnaar wordt verwezen in het volkslied "Golden Rock".